# Marbella FC
Unión Deportiva Marbella of meer recent Marbella FC is een Spaanse voetbalclub uit Marbella in de autonome regio Andalusië. De club werd in 1997 opgericht.  Dit gebeurde onmiddellijk nadat Club Atlético Marbella wegens financiële problemen ontbonden werd. Vanaf het seizoen 2023-24 speelt FC Marbella in de Segunda Federación . 
In oktober 2018 werden de aandelen van de club verkocht aan Guirenniao Group Limited, die in Marbella vertegenwoordigd wordt door de agentschap Best of You.
Het eerste seizoen 2018-2019 werd een overgangsseizoen onder de leiding van de nieuwe eigenaar. De ploeg eindigde in de middenmoot op een zevende plaats. Het daaropvolgende seizoen 2019-2020 had een bizar verloop. Na de zevenentwintigste speeldag, waarin de ploeg uit Marbella 0-0 gelijk speelde bij de tweede geklasseerde FC Cartagena, stond de ploeg op een eerste plaats. Maar tijdens de achtentwintigste wedstrijd draaiden de rollen om aangezien Marbella gelijk speelde tegen Recreativo Huelva en Cartagena won van Córdoba CF. Met nog tien wedstrijden te gaan, werd de competitie stilgelegd door de coronapandemie. De bond besliste dat er een eindrondes zouden komen met één wedstrijd op vreemd terrein. In de eerste ronde werd echter onmiddellijk met 0-2 verloren tegen SCR Peña Deportiva en zo zou de ploeg terecht komen in het overgangsjaar van de Segunda B. Het seizoen 2020-2021 zou het laatste zijn van deze reeks en bestaan uit verschillende subcompetities. Tijdens de eerste ronde werd de ploeg slechts zevende en zo belandde ze in een poule die zou spelen om het behoud in de nieuw opgerichte Segunda División RFEF. Aangezien de ploeg maar vierde eindigde zou ze degraderen van het derde niveau van het Spaanse voetbal naar het vijfde niveau, de nieuwe opgerichte Tercera División RFEF.

## UD Marbella
| Seizoen | Competitie         | Niveau | Positie      | Resultaat                                 | Beker deelname |
| ------- | ------------------ | ------ | ------------ | ----------------------------------------- | -------------- |
| 1997/98 | Preferente         | V      | Kampioen     | Stijgt naar Tercera División              |                |
| 1998/99 | Tercera División   | IV     | 6de plaats   | Behoud                                    |                |
| 1999/00 | Tercera División   | IV     | 8ste plaats  | Behoud                                    |                |
| 2000/01 | Tercera División   | IV     | Kampioen     | Uitgeschakeld play off, behoud            |                |
| 2001/02 | Tercera División   | IV     | 6de plaats   | Behoud                                    | Voorronde      |
| 2002/03 | Tercera División   | IV     | 2de plaats   | Playoff, promotie naar Segunda División B |                |
| 2003/04 | Segunda División B | III    | 15de plaats  | Behoud                                    |                |
| 2004/05 | Segunda División B | III    | 5de plaats   | Behoud                                    |                |
| 2005/06 | Segunda División B | III    | 12de plaats  | Behoud                                    | Voorronde      |
| 2006/07 | Segunda División B | III    | 7de plaats   | Behoud                                    |                |
| 2007/08 | Segunda División B | III    | 15de plaats  | Behoud                                    |                |
| 2008/09 | Segunda División B | III    | 4de plaats   | Uitgeschakeld play off, behoud            |                |
| 2009/10 | Segunda División B | III    | 19de plaats  | Degradatie                                | 1/32ste finale |
| 2010/11 | Tercera División   | IV     | 15de plaats  | Behoud                                    |                |
| 2011/12 | Tercera División   | IV     | 20ste plaats | Degradatie                                |                |
| 2012/13 | Tercera División   | IV     | 2de plaats   | Uitgeschakeld 1° ronde play off, behoud   |                |

## Marbella FC
| Seizoen | Competitie            | Niveau | Positie                                   | Resultaat                                       | Beker deelname |
| ------- | --------------------- | ------ | ----------------------------------------- | ----------------------------------------------- | -------------- |
| 2013/14 | Tercera División      | IV     | Kampioen                                  | Play off, promotie                              |                |
| 2014/15 | Segunda División B    | III    | 10de plaats                               | Behoud                                          | 1ste Ronde     |
| 2015/16 | Segunda División B    | III    | 14de plaats                               | Behoud                                          |                |
| 2016/17 | Segunda División B    | III    | 7de plaats                                | Behoud                                          |                |
| 2017/18 | Segunda División B    | III    | 2de plaats                                | Play off, uitgeschakeld in eerste ronde, behoud | 1ste Ronde     |
| 2018/19 | Segunda División B    | III    | 7de plaats                                | Behoud                                          | 2de Ronde      |
| 2019/20 | Segunda División B    | III    | 2de plaats                                | Play off, uitgeschakeld in eerste ronde, behoud |                |
| 2020/21 | Segunda División B    | III    | 9de plaats/4de plaats derde subcompetitie | Degradatie naar vijfde niveau Spaans voetbal    |                |
| 2021/22 | Tercera División RFEF | V      | 3de plaats                                | Play off, behoud                                |                |
| 2022/23 | Tercera Federación    | V      | Kampioen                                  | Promotie                                        |                |
| 2023/24 | Segunda Federación    | IV     | 3de plaats                                | Play off, Promotie                              | 1ste Ronde     |
| 2024/25 | Primera Federación    | III    | 15de plaats                               | behoud                                          | 1/16e finale   |

## Bekende (ex-)spelers
- Carl Cort
- Zinho Vanheusden

Grupo 1:
Arenas Club .
Arenteiro ·
Barakaldo . 
Bilbao Athletic .
Cacereño .
Celta B ·
Ferrol .
Guadalajara .
Lugo ·
Mérida .
Osasuna B ·
Ourense CF .
Ponferrada ·
Pontevedra .
Real Avilés .
Real Madrid Castilla ·
Salamanca .
Talavera de la Reina .
Tenerife .
Zamora CF

Grupo 2:
Alcorcón .
Algeciras ·
Antequera ·
Atlético Madrid B ·
Atlético Sanluqueño ·
Real Betis B .
Cartagena .
Eldense .
Europa .
Hércules Alicante .
Ibiza ·
Marbella ·
Murcia ·
Sabadell .
FC Sevilla B .
Tarazona ·
Tarragona ·
Teruel .
Torremolinos . 
Villarreal B .